# Sproglige tankeforstyrrelser
 Der er for få eller ingen kildehenvisninger i denne artikel, hvilket er et problem. Du kan hjælpe ved at angive troværdige kilder til de påstande, som fremføres i artiklen.

 Denne artikel bør gennemlæses af en person med fagkendskab for at sikre den faglige korrekthed.

Den mest udtalte form for tankeforstyrrelse er inkohærens (ordsalat). Her er det umuligt at forstå hvad han siger.
Vaghed er en anden form for tankeforstyrrelser. Patientens tale mangler forankring (udtaler sig vagt f.eks. politikerne).
Hos en skizofren person er vaghed ikke et forsøg på at undgå at sige noget konkret, men en mangel på evne til netop at forankre budskab i tid, sted etc. 
Konkret tænkning viser sig ved, at patienten har svært ved at opfatte ting på et mere abstrakt niveau. Patientens opfattelse er mere bogstavelig. 
Neologismer betegner den særlige tankeforstyrrelse, der består i dannelsen af et helt nyt ord.
Tankeforstyrrelser kan også vise sig som en springenge tankegang, der er vanskelig at følge, eller som tangentialitet, dvs. at patienten tilsyneladende hele tiden svarer forbi eller ved siden af. 
En anden tankeforstyrrelse er Inklusion, hvor patienten har svært ved at finde laveste fællesnævner ved ord eller begreber. Eks. Angives ligheden mellem æbler og bananer at være, at de hænger på træerne, frem for at de er frugter. Pars pro toto(del for helheden) er det fænomen, at patienten opfatter ting som identiske, hvis de har en detalje tilfælles (f.eks. at lægen er hans bror, for han bærer de samme briller som hans bror).